# Kâzım Orbay
Mehmet Kâzım Orbay, né le 11 mars 1886 à Smyrne (Empire Ottoman) et mort le 3 juin 1964 à Ankara (Turquie), est un militaire et homme politique turc.
Il est diplômé de Académie militaire turque. En étant membre de l'armée d'action il participe à la répression de l'incident du 31 mars. Il participe aux guerres balkaniques, en première guerre mondiale, participe activement à la guerre d'indépendance turque. En 1922 il devient mirliva et adjoint chef d'État major général des armées. En 1926 Il devient Ferik et il est chef de conseil militaire d'Afghanistan et plus tard il devient le commandant de 4e corps militaire. En 1930 il est nommé le commandant général de la Jandarma, Il est nommé le Ferîk-i evvel en 1935 et devient l'inspecteur de la Troisième Armée turque à Erzurum et il participe à la répression de la révolte de Dersim. En février 1943 il est nommé membre du conseil militaire suprême et nommé Chef d'État-Major des armées en décembre 1943 et il a pris ses fonctions au 12 janvier 1944 jusqu'au 30 juillet 1946. Après le Coup d'État de 1960, le 9 janvier 1961, il est élu président de l'Assemblée constituante jusqu'au 26 octobre 1961. Le 26 octobre 1961 Il est nommé le sénateur par le président Cemal Gürsel pour 6 ans mais il meurt le 3 juin 1964. Il est marié avec la sœur de Enver Pacha. Il est polyglote, il parle le français, l'anglais, l'allemand et l'italien. Il a la médaille de l'indépendance.